# Polyconus melantelus
Polyconus melantelus är en stekelart som beskrevs av Henry Keith Townes, Jr. 1971. Polyconus melantelus ingår i släktet Polyconus och familjen brokparasitsteklar. Inga underarter finns listade i Catalogue of Life.